# Deuxième circonscription de Lemo
La deuxième circonscription de Lemo est une des 121 circonscriptions législatives de l'État fédéré des nations, nationalités et peuples du Sud, elle se situe dans la Zone Hadiya. Son représentant actuel est Yohannes Letiso Gidebo.